# Chostonectes maai
Chostonectes maai är en skalbaggsart som beskrevs av Michael Balke 1995. Chostonectes maai ingår i släktet Chostonectes och familjen dykare. Inga underarter finns listade i Catalogue of Life.